# أمام ضامن (بابويي)
أمام ضامن (بالفارسية: امام ضامن) هي قرية تقع في إيران في قسم بابويي الريفي. يقدر عدد سكانها بـ 67 نسمة بحسب إحصاء 2016.